# Stenelytrana
Genre
Stenelytrana, décrit par le naturaliste Gistel en 1848 est un genre de Cerambycidés Lepturiens.

## Liste d'espèces
Selon Catalogue of Life (26 août 2014) :
- Stenelytrana emarginata
- Stenelytrana gigas
- Stenelytrana splendens

Selon ITIS (26 août 2014) :
- Stenelytrana emarginata (Fabricius, 1787)
- Stenelytrana gigas (LeConte, 1873)
- Stenelytrana splendens (Knull, 1935)